# Srikanto Acharya
Srikanto Acharya (Kolkata) is een Indiase zanger uit West-Bengalen. Hij zingt Rabindra Tangeet (liedjes van Rabindranath Tagore), religieuze liedjes en adunik bengali songs (moderne Bengaalse liedjes).
Acharya studeerde aan Dakshinee in Kolkata en kreeg tabla-lessen van Ustad Ali Ahmed Khan. Nadat hij een cassette met zijn muziek bij platenlabel Sagarika Music had afgeleverd, kreeg hij binnen een week een platencontract aangeboden. Sindsdien heeft hij zo'n 35 albums opgenomen (2013). Ook is hij actief als play-backzanger: hij zong liedjes voor zo'n vijftien films (2013). 

## Discografie (selectie)
- Moner Janala, Sagarika, 1996
- Hey Bandhu Hey Priyo, Sagarika, 1996
- Neel Dhrubatara, Sagarika, 1997
- Anubhabe Jenechhilem, Sagarika, 1997
- Kono Ekdin, Sagarika, 1998
- Nivrito Praner Debota, Sagarika, 1998
- Ek Jhank Pakhi, Sagarika, 1998
- Nirob Nirjane, Sagarika, 1999
- Ma Aamar, Sagarika, 1999
- Swapno  Dekhao Tumi, Sagarika, 1999
- Hridoy Aamar, Sagarika, 2001
- Offering, Rhyme Record, 2001
- Sadhananjali, Sagarika, 2001
- Mone Pore, Sagarika, 2002
- Uttaradhikar, Sagarika, 2003
- Kachhei Achhi, Sagarika, 2003
- Sudhu Valo Theko, Atlantis Music, 2003
- Ghuri, Sagarika, 2004
- Jiban Chhabi, Sagarika, 2004 (Best Rabindrasangeet Music Award 2004)
- Sonar Meye, Prime Music, 2005
- Roddur, Sa Re Ga Ma, 2006
- Kanch Kata Hire, Raga, 2009